# Amaro
|  | Per la localitat de l'Uruguai, vegeu Puerto Amaro |

Amaro (friülà Damâr) és un municipi italià, dins de la província d'Udine. L'any 2007 tenia 801 habitants. Limita amb els municipis de Cavazzo Carnico, Moggio Udinese, Tolmezzo i Venzone.

## Administració
| Període | Identitat          | Partit         |
| ------- | ------------------ | -------------- |
| 2004-   | Silvano Tomaciello | Centreesquerra |